# Enrico de Boccard
Enrico de Boccard (Roma, 31 ottobre 1921 – Roma, 28 aprile 1988) è stato un giornalista, scrittore e agente segreto italiano.
È noto per il romanzo Donne e mitra, annoverato fra i testi italiani più rappresentativi della "letteratura dei vinti" della seconda guerra mondiale (i reduci della Repubblica Sociale Italiana); da alcuni ritenuto il migliore.

## Biografia
Nacque in una famiglia aristocratica, da Roland Orlando de Boccard (1878–1924) e Paola de Constantin de Châteauneuf (1884–1973).. Sposò Giovanna Supino d'Airola a Roma nel 1976.
Già Guardia Nazionale Repubblicana di Salò, nel dopoguerra militò nei Fasci di Azione Rivoluzionaria, prendendo parte, tra l'altro, all'irruzione nella cabina Rai di Monte Mario, e, in quanto agente del SID, contribuì alla costituzione dei Nuclei per la difesa dello Stato, strutture paramilitari segrete coordinate da Amos Spiazzi e legate agli ambienti dell'estrema destra. Collaborò al Popolo di Roma, Cronache italiane, Meridiano d'Italia e con lo pseudonimo di Ebel de Monserrat alla rivista di fantascienza Mondi nuovi, su cui pubblicò, fra l'altro, il racconto lungo Viaggio per Miranda.
Nel 1961 prese parte come generico, diretto da Indro Montanelli, a I sogni muoiono all'alba; mentre nel 1962 ebbe un ruolo vero e proprio in Oggi a Berlino di Piero Vivarelli. Nell'aprile 1961 fu in gara con la canzone Il palloncino rosso (musica di Ettore Lombardi) al concorso canoro “Canzoni per l'Europa”, presentato da Nunzio Filogamo e organizzato dalla RAI con il Casinò di Saint Vincent e andato in onda alla radio sul Secondo Programma.
Nel 1965 partecipò con la relazione Lineamenti ed interpretazione storica della guerra rivoluzionaria al noto Convegno dell'hotel Parco dei Principi, organizzato dall'Istituto di studi militari Alberto Pollio, del quale fu cofondatore e presidente, a Roma. Fu, inoltre, tra i pochi destinatari della lettera-testamento di Junio Valerio Borghese.
Aristocratico avventuriero, tra gli anni sessanta e settanta collaborò a vari periodici di destra dell'epoca come Lo Specchio, sul quale curò, con lo pseudonimo dannunziano di "Duca Minimo", la rubrica mondana Cronache Bizantine e scrisse recensioni letterarie; diresse il mensile di divulgazione scientifica Roger; collaborò al Tempo di Roma, a Tuttoquotidiano e a Il Settimanale; fondò la prima società di servizi televisivi, Telemega, e creò, in collaborazione con Il Tempo, la Video Self Service (1972), una società, nella Galleria Colonna, nota per aver creato il primo telegiornale indipendente italiano, che venne chiuso a una settimana dall'apertura dal Ministero delle poste. Partecipò alla fondazione de "Il Bagaglino".
Fra il 1969 e il 1971 diresse la collana di letteratura erotica Inferno per l'editore Dellavalle di Torino. Collaboratore fisso di Playmen, sul noto periodico nel febbraio 1970 intervistò il filosofo tradizionalista Julius Evola, destando scalpore negli ambienti più conservatori della destra italiana. Per le edizioni di Playmen apparve anche il suo Dizionario della letteratura erotica (1977).
A lui si deve, inoltre, una “edizione critica” dei poemetti goliardici Processo di Sculacciabuchi e Ifigonia in Culide e la curatela di alcuni romanzi di Emilio Salgari per Fratelli Fabbri Editori.
A Roma, nel comprensorio Torresina, gli è stata dedicata una via.

## Procedimenti giudiziari
Nel 1952 fu al centro di uno scandalo che ricevette grande risalto sulla stampa nazionale ed estera: ne parlarono anche il Der Spiegel e il TIME. In un articolo, sul Meridiano d'Italia, criticò aspramente la pellicola Achtung! Banditi! di Carlo Lizzani, della quale salvava soltanto il "seno" (de Boccard utilizzò il termine romanesco "zinna") della protagonista Gina Lollobrigida, la quale, offesa dall'espressione che giudicò "volgare", querelò il giornalista e il direttore del Meridiano Franco Servello. In sua difesa, de Boccard sostenne che il termine era già stato usato, ad esempio, da scrittori famosi come Machiavelli. Il processo si concluse con la condanna di de Boccard e Servello a pagare un'ammenda alla Lollobrigida; i due vennero assolti in un secondo tempo dal Tribunale di Roma.
Nel 1955 fu processato per aver trafugato la "Pietra della pace", un cippo fatto realizzare dagli Stati Uniti in occasione dell'Armistizio di Cassibile tra l'Italia e gli Alleati; de Boccard rivendicò il gesto affermando:

## Filmografia

### Attore
- I sogni muoiono all'alba (1961) di Mario Craveri, Enrico Gras e Indro Montanelli (non accreditato)
- Oggi a Berlino (1962) di Piero Vivarelli

## Opere
- Enrico de Boccard, Donne e mitra, Roma, L'Arnia, 1950. Riedito come:  Le donne non ci vogliono più bene: romanzo, introduzione di Gianfranco de Turris, Andria, Sveva, 1995. Ultima edizione:  Le donne non ci vogliono più bene, a cura di Gianfranco de Turris e Rosanna Romanisio Amerio, illustrazioni di Alberto Romano, Chieti, Solfanelli, 2022.
- Enrico de Boccard, Dizionario della letteratura erotica : le opere e gli autori, Milano, Playmen; Tattilo, 1977.
- Enrico de Boccard, Il passo dei repubblichini, presentazione di Francesco Perfetti, Firenze, Le Lettere, 2006.